# Río Pra (Ghana)
El río Pra es un río de Ghana que nace en la meseta de Kwahu y desemboca en el océano Atlántico. Es el más largo de los tres ríos principales que drenan el área al sur de la cuenca del río Volta. Los otros dos son los ríos Tano y Ankobra. La Comisión de recursos hídricos de Ghana (Water Resources Commission, WRC) considera la cuenca del Pra (Offin), la cuarta en importancia del país, con una extensión de 22 106 km².

## Características
La cuenca del río Pra se encuentra entre las latitudes 5.o N y 7.o 30' N y las longitudes 2.o 30' W y 0.o 30' W. 
Sus principales afluentes son el Ofin, el Anum y el Birim. El curso del Pra está surcado por rápidos, como los de Bosomasi, en Anyinabrim, pero es navegable en canoa en una buena parte de su recorrido. La ciudad más importante en la cuenca superior del río es Oda. En la cuenca del Pra, pero sin conexión con el río, se encuentra el lago Bosumtwi, de 10 km de diámetro, que se cree formado por un meteorito. 
De los 41 distritos administrativos de la cuenca, 20 están en la región Ashanti, y los demás se reparten por las regiones Oriental (11), Central (6) y Occidental (4). La cuenca del río Birim, que fluye entre la meseta de Kwahu y la sierra de Atewa, además de sitios históricos relacionados con la búsqueda de diamantes, posee nueve reservas forestales. En la de Ese Epan se encuentra el mayor árbol de África Occidental, con 12 m de circunferencia, 4 m de diámetro y entre 70 y 90 m de altura. Se trata de un ejemplar de la especie Tieghemella heckelii, conocido como The Big Tree.
El río fluye a través de una región rica en asentamientos (es la región más poblada de Ghana), madera (fuera de las reservas el bosque está muy clareado), plantaciones de cacao (en las regiones Ashanti, Oriental y Central), palma aceitera en la cuenca baja, y minerales (sobre todo oro y, en la cuenca del Birim, diamantes).